# Alicia Vikander

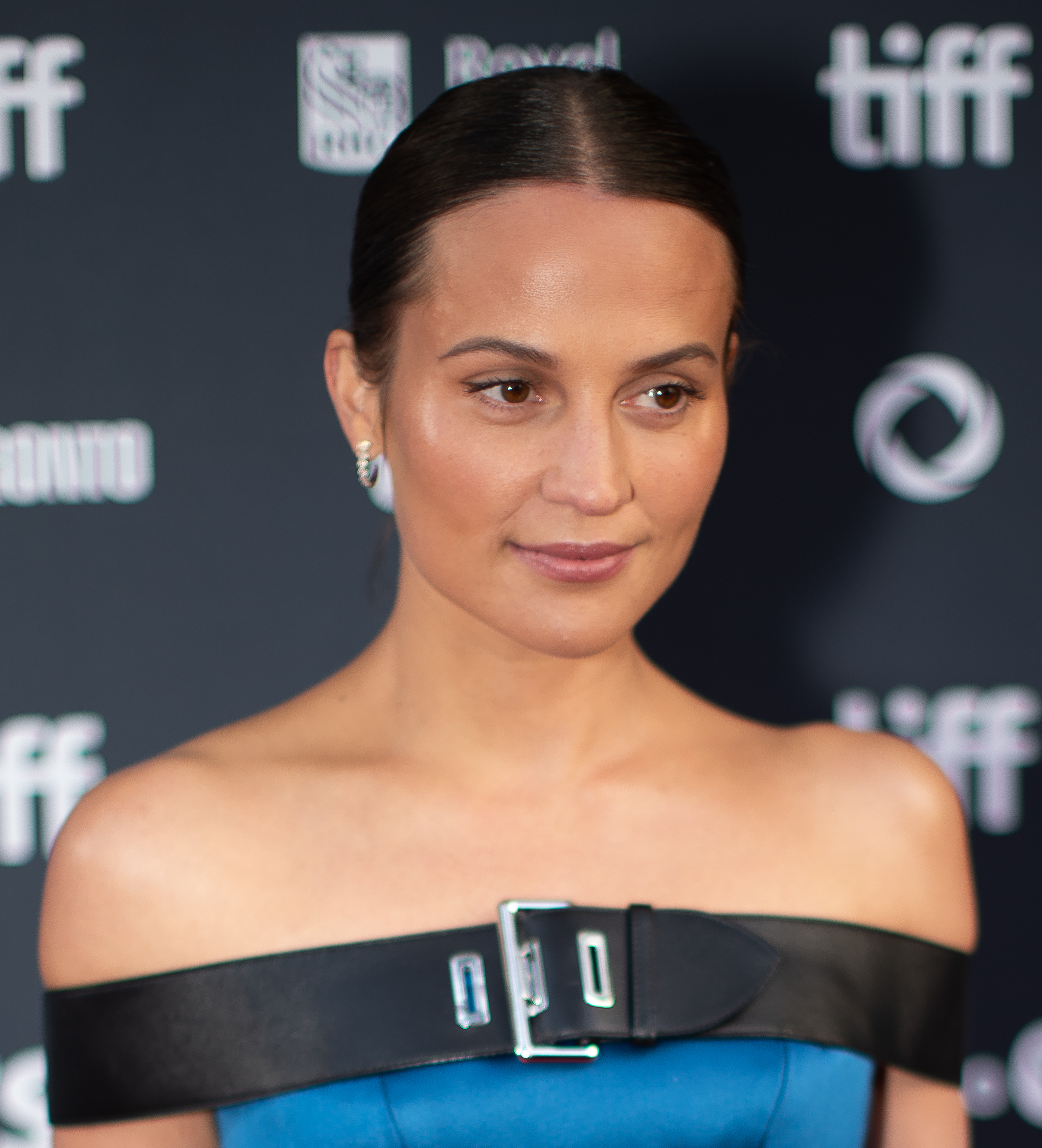
Alicia Vikander (2024)

Alicia Amanda Vikander (* 3. Oktober 1988 in Göteborg) ist eine schwedische Schauspielerin. Sie wurde 2016 mit dem Oscar als beste Nebendarstellerin für ihre Rolle in der Filmbiografie The Danish Girl (2015) ausgezeichnet.

## Leben und Karriere
Vikander ist die Tochter der Schauspielerin Maria Fahl Vikander (1951–2022) und eines Psychiaters. Sie studierte von 2004 bis 2007 an der Stockholmer Kungliga Svenska Balettskolan und spielte in verschiedenen Musicals an der Göteborger Oper. Danach wirkte sie in verschiedenen Fernsehproduktionen mit, u. a. in Dokumentar- und Kurzfilmen. Bekannt wurde sie durch ihre Rolle in der schwedischen Seifenoper Andra Avenyn.
Für die Debüt-Rolle im Spielfilm Die innere Schönheit des Universums erhielt sie 2010 beim Stockholmer Filmfestival den Rising Star Award als beste Nachwuchsdarstellerin und wurde 2011 mit dem vom Schwedischen Filminstitut vergebenen Guldbagge Award als beste Hauptdarstellerin ausgezeichnet.
Auf der Berlinale 2011 wurde Vikander als Shooting Star ausgezeichnet. Durch ihre größere Bekanntheit erhielt sie auch internationale Rollenangebote. 2012 spielte sie an der Seite von Jude Law und Keira Knightley in der britisch-französischen Produktion Anna Karenina.
Die schwedische Ausgabe der Elle kürte Vikander im Januar 2012 zur bestgekleideten schwedischen Frau. 2016 wurde sie als eine von 683 Persönlichkeiten von der Academy of Motion Picture Arts and Sciences als Neumitglied eingeladen.
Im Reboot des Tomb-Raider-Franchises, der im März 2018 seine Premiere feierte, war Vikander Nachfolgerin von Angelina Jolie. Kurz nach dem Bekanntwerden ihrer Besetzung als Lara Croft gründete sie außerdem gemeinsam mit ihrem Agenten Charles Collier eine eigene Produktionsfirma unter dem Namen „Vikarious“ mit dem Ziel, Schauspielerinnen zu fördern und die Auswahl an weiblich besetzten Rollen zu verbreitern. Die erste Produktion – das englischsprachige Geschwisterdrama Euphoria von der schwedischen Regisseurin Lisa Langseth – feierte 2017 Premiere. Mit Langseth hatte sie schon zuvor zusammengearbeitet und übernahm neben Eva Green eine Hauptrolle.
2019 spielte Vikander die Hauptrolle in der Literaturverfilmung Wo die Erde bebt von Wash Westmoreland. In dieser Rolle spricht sie neben Englisch auch fließend Japanisch.
Seit den Dreharbeiten zu The Light Between Oceans (2016) ist sie mit dem deutsch-irischen Schauspieler Michael Fassbender liiert, den sie im Oktober 2017 heiratete. 2021 wurden Vikander und Fassbender zum ersten Mal Eltern.

## Sonstiges
Seit Die innere Schönheit des Universums ist Yvonne Greitzke Vikanders deutsche Synchronstimme.

## Filmografie (Auswahl)
- 2002: Min balsamerade mor (Fernsehfilm)
- 2005: En decemberdröm (Fernsehserie, 13 Episoden)
- 2007: Darkness of Truth (Kurzfilm)
- 2007–2008: Andra Avenyn (Fernsehserie, 39 Episoden)
- 2008: My Name Is Love (Love, Kurzfilm)
- 2009: Susans längtan (Kurzfilm)
- 2010: Die innere Schönheit des Universums (Till det som är vackert)
- 2011: Kronjuvelerna
- 2012: Die Königin und der Leibarzt (En kongelig affære)
- 2012: Anna Karenina
- 2013: Inside Wikileaks – Die fünfte Gewalt (The Fifth Estate)
- 2013: Hotell
- 2014: Son of a Gun
- 2014: Testament of Youth
- 2014: Seventh Son
- 2015: Ex Machina
- 2015: Codename U.N.C.L.E. (The Man from U.N.C.L.E.)
- 2015: The Danish Girl
- 2015: Im Rausch der Sterne (Burnt)
- 2015: The Magic Diner (Kurzfilm)
- 2016: Jason Bourne
- 2016: The Light Between Oceans
- 2017: Birds Like Us (Stimme)
- 2017: Tulpenfieber (Tulip Fever)
- 2017: Euphoria
- 2017: Grenzenlos (Submergence)
- 2017: Moomins and the Winter Wonderland (Muumien taikatalvi, Stimme)
- 2018: The Magic Diner Part.II (Kurzfilm)
- 2018: Tomb Raider
- 2019: I Am Easy to Find (Kurzfilm)
- 2019: Der dunkle Kristall: Ära des Widerstands (The Dark Crystal: Age of Resistance, Fernsehserie, Episode 1x01, Stimme)
- 2019: Wo die Erde bebt (Earthquake Bird)
- 2020: The Glorias
- 2021: Blue Bayou
- 2021: The Green Knight
- 2021: Beckett
- 2022: Irma Vep (Miniserie, 8 Episoden)
- 2023: Firebrand
- 2024: Tanz der Titanen (Rumours)
- 2024: The Assessment

## Auszeichnungen und Nominierungen
Oscar

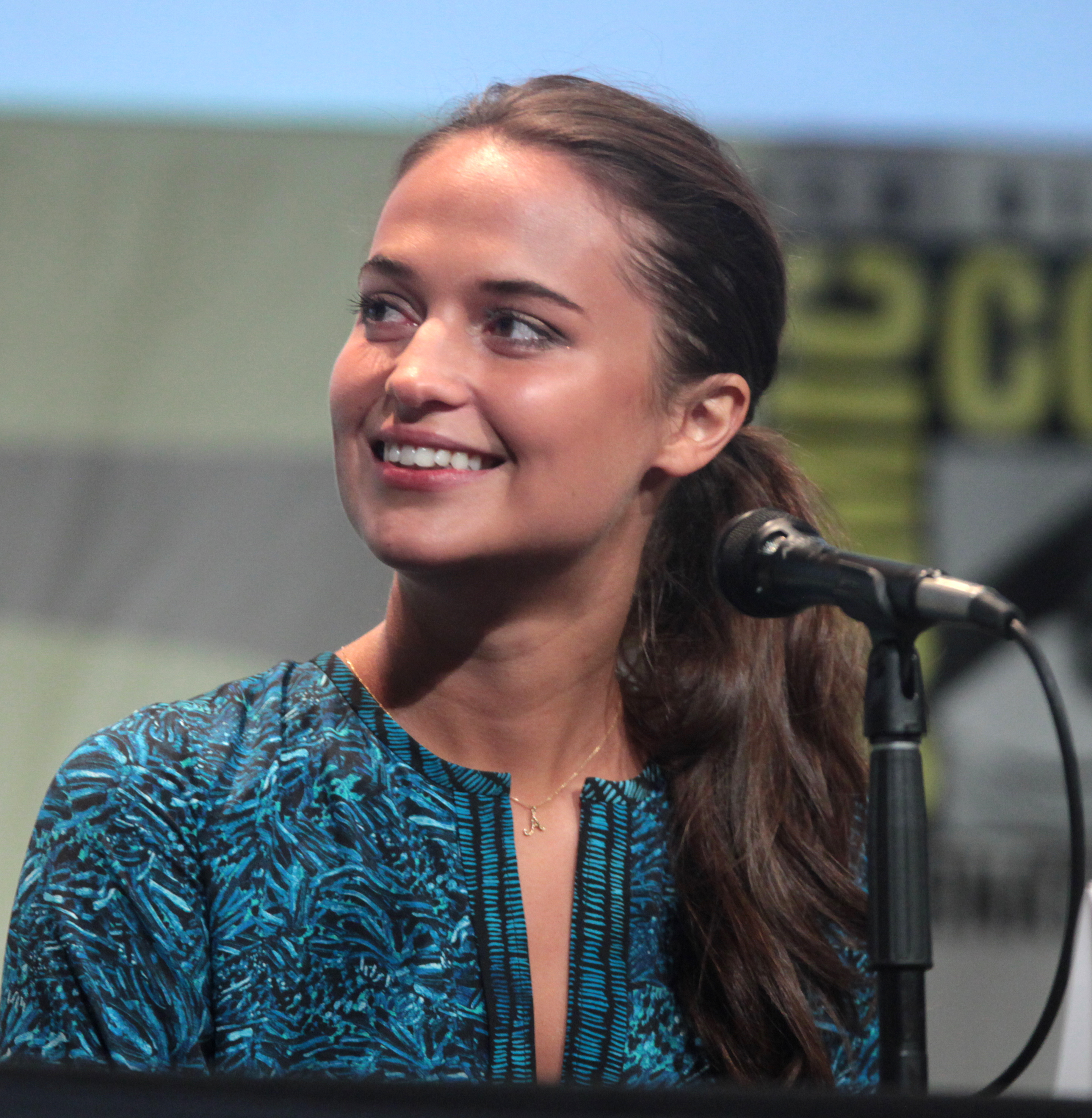
Vikander auf der San Diego Comic-Con 2015

- 2016: Beste Nebendarstellerin für The Danish Girl

Golden Globe Award
- 2016: Nominierung als beste Hauptdarstellerin – Drama für The Danish Girl
- 2016: Nominierung als beste Nebendarstellerin für Ex Machina

British Academy Film Award
- 2013: Nominierung für den Rising Star Award
- 2016: Nominierung als beste Hauptdarstellerin für The Danish Girl
- 2016: Nominierung als beste Nebendarstellerin für Ex Machina

Internationales Filmfestival Karlovy Vary
- 2023: Ehrenpreis des Festivalpräsidenten[12]

Screen Actors Guild Award
- 2016: Beste Nebendarstellerin für The Danish Girl

Critics’ Choice Movie Award
- 2016: Beste Nebendarstellerin für The Danish Girl

Saturn Award
- 2016: Nominierung als beste Nebendarstellerin für Ex Machina

Satellite Award
- 2015: Beste Nebendarstellerin für The Danish Girl

Teen Choice Award
- 2016: Nominierung als Choice Actress: Drama für The Danish Girl
- 2016: Nominierung als Choice AnTEENcipated Movie Actress für Jason Bourne

Zurich Film Festival
- 2024: Golden Eye Award[13]